# Juanma Alamillos
Juan Manuel Alamillos Rodríguez (Madrid, España, 5 de mayo de 1973) es un exfutbolista español que se desempeñaba como defensa.

## Clubes
| Club                    | País   | Año       |
| ----------------------- | ------ | --------- |
| Club Atlético de Madrid | España | 1993-1994 |
| C. D. Toledo            | España | 1994-1997 |
| Getafe C. F.            | España | 1998-2001 |
| A. D. Ceuta             | España | 2001-2007 |